# 6485 Wendeesther
6485 Wendeesther eller 1990 UR1 är en asteroid i huvudbältet som upptäcktes den 25 oktober 1990 av de amerikanska astronomerna Carolyn S. Shoemaker, E. M. Shoemaker och David H. Levy vid Palomar-observatoriet. Den är uppkallad efter David Levys fru, Wendee Esther Wallach-Feldman.
Den tillhör asteroidgruppen Hungaria.